# Arthroleptis mossoensis
Arthroleptis mossoensis es una especie de anfibios de la familia Arthroleptidae.
Es endémica de Burundi.